# Komjáti
Komjáti è un comune dell'Ungheria di 335 abitanti (dati 2001) . È situato nella contea di Borsod-Abaúj-Zemplén.